# Adolfo Peel Yates
Adolfo Luis Peel Yates (fl. XX secolo) è stato un calciatore inglese naturalizzato argentino, di ruolo centrocampista.

## Caratteristiche tecniche
Centrocampista, aveva buona forza fisica e velocità; durante l'incontro giocava da mediano, coprendo una porzione consistente di campo.

## Carriera

### Club
Della carriera di Peel Yates, che è talvolta riportato dalle fonti come "Alfredo Peel Yates", si conosce poco: è certo altresì che giocò per l'Alumni la Copa Campeonato 1911, presenziando anche nello spareggio decisivo per l'assegnazione del titolo, che vide l'Alumni battere il Porteño.

### Nazionale
Debuttò in Nazionale il 17 settembre 1911, nella gara di Copa Newton contro l'Uruguay. In tale occasione giocò come mediano destro. Fu il secondo calciatore nato al di fuori dell'Argentina a scendere in campo per la Nazionale, dopo il sudafricano Héctor Henman, nonché il primo e unico inglese. Giocò altre tre gare, sempre contro l'Uruguay: Copa Gran Premio de Honor Uruguayo (2 partite) e Copa Gran Premio de Honor Argentino (una partita).

## Palmarès

### Club

#### Competizioni nazionali
- Copa Campeonato: 1

Alumni: 1911